# 디스크 자키

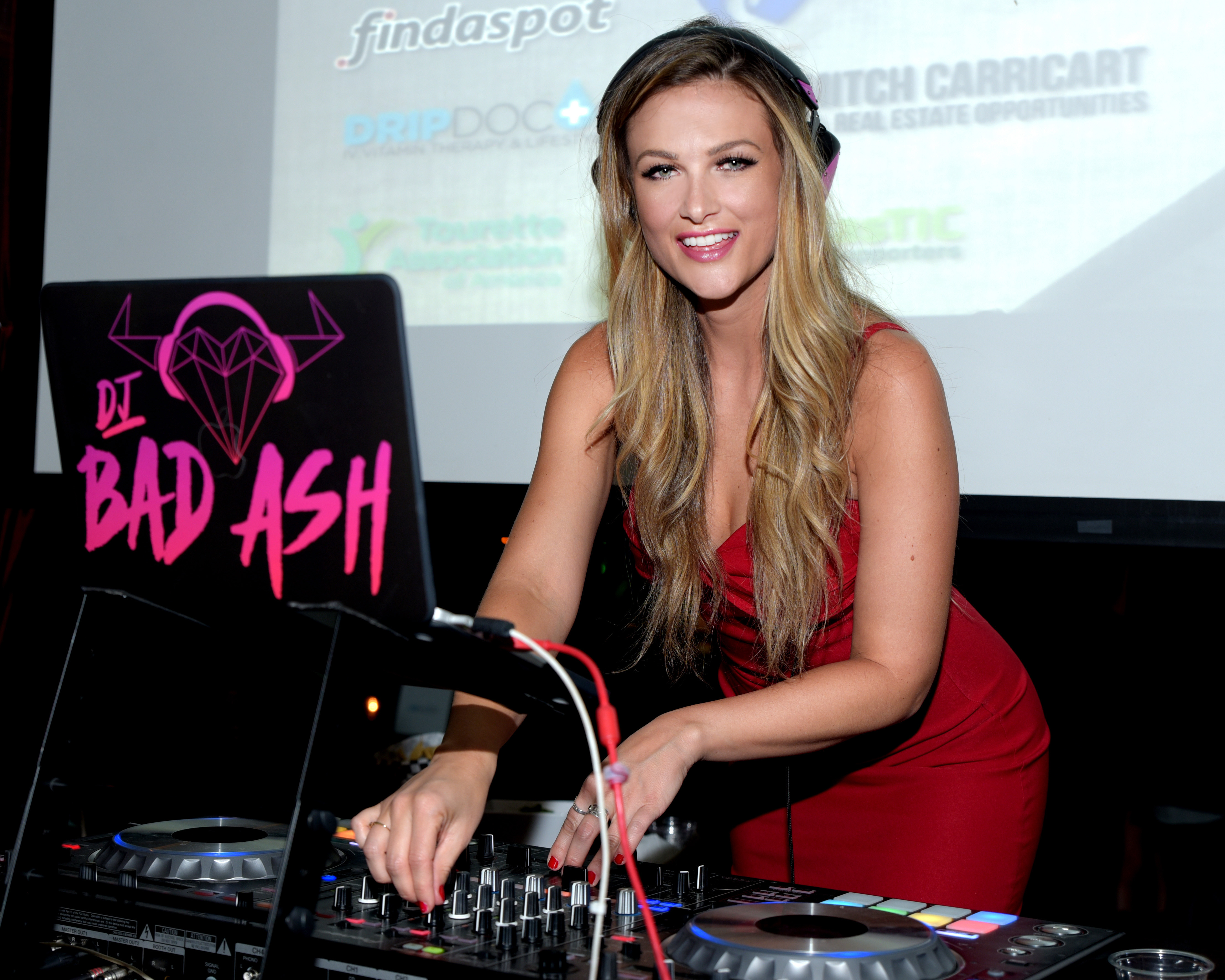
DJ Bad Ash 2018 by Glenn Francis

디스크 자키(disc jockey) 또는 디제이(DJ)는 청중(관객)에게 기존의 녹음된 음악(디스크)을 라이브로 재생하는 사람이다. DJ라는 단어는 디스크와 자키를 합성하여 만들어진 것이다. 디스크자키(디제이)의 의미를 분석해보자면, "디스크"(disk)는 디제이라는 용어가 최초 생겼을 당시 그들이 사용하던 오늘날 흔히 LP라 부르는 원판 형상의 매체를 가리키는 말이다. "자키"(jockey)는 기수, 조종사, 몰이꾼 등의 의미이다. 따라서 이 두 단어를 합하여 "디스크(에 담긴 음악)로 청자들을 이끌어가는 사람"이라는 뜻을 이루게 된다. 대한민국에서는 외래어를 순화한 표현으로서 '음반지기'라 부르기도 한다.

## 종류
디스크 자키에는 몇 가지 종류가 있다. 라디오 DJ는 AM, FM 또는 디지털 라디오 등의 방송국에서 음악을 재생하여 청취자에게 들려 주는 사람을 말한다. 통상적인 의미로 통하는 DJ는 클럽에서 디스코, 하우스, 테크노 등의 음악을 플레이하여 청중들이 음악을 감상하고 춤추게끔 하는 사람을 일컸는다. 그리고 힙합 DJ는 MC와 합을 맞추어 턴테이블등의 재생 장치를 통해 힙합 반주를 틀거나 스크래칭이라는 기법으로 연주를 하는 사람을 뜻한다. 덧붙여 힙합 DJ로서의 분류 기준은 음악의 장르적 다름이다. 앞서 언급된 클럽 DJ의 경우처럼 단순히 춤추기 위한 음악을 들려 주는 경우일지라도, 플레이하는 음악의 장르가 힙합일 경우에는 좁은 의미에서 힙합 DJ로 분류한다.

## 클럽 DJ의 역할 확대
DJ는 직업의 특성상 일반 대중에 비해 더 많고 다양한 음악을 접하게 된다. 그러한 경험으로 인해 더 넓고 깊은 음악적 소양을 지니게 된다. 따라서 DJ의 역할은 단순히 녹음된 음원을 사람들에게 들려 주는 중개자에 국한되지 않는다. DJ는 창조적인 방식으로 음악을 해석하고 재창작할 수 있는 능력을 지니고 있다. 그 예시로써 힙합이나 일렉트로니카 장르에서 언더그라운드 아티스트로서 실력을 갈고닦은 후 자신의 곡을 발표하여 성공을 거둔 수많은 DJ를 찾아볼 수 있다. 특히 이중 일부는 주류 대중음악에까지 도전하여 실력을 인정받기도 한다.

## 같이 보기
- 팝 음악
- 일렉트로닉 댄스 뮤직(EDM)
- 디스크 자키 목록
- 턴테이블리즘
- 힙합